# Matthias Doht

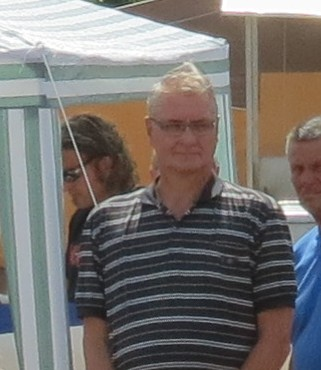
Matthias Doht im August 2013

Matthias Doht (* 3. Juli 1958 in Eisenach) ist ein ehemaliger deutscher Kommunalpolitiker der SPD und war von 2006 bis 2012 Oberbürgermeister der thüringischen Stadt Eisenach.

## Kurzbiographie
Nach dem Abitur im Jahr 1977 an der Ernst-Abbe-Oberschule in Eisenach schloss sich der Wehrdienst in der NVA bis 1979 an. Danach studierte Doht in den Jahren 1979 bis 1984 an der Technischen Hochschule Karl-Marx-Stadt – allgemeinen Maschinenbau und Konstruktionstechnik und schloss als Diplom-Ingenieur ab. Anschließend arbeitete er bis 1990 als Konstrukteur für Sondermaschinen im Automobilwerk Eisenach.
Matthias Doht ist seit 1981 mit der früheren thüringischen Landtagsabgeordneten Sabine Doht verheiratet und hat zwei erwachsene Kinder.

## Politischer Werdegang
Zu Zeiten der DDR war Doht parteilos und versuchte sich vergeblich auf kommunaler Ebene gegen zwei Heizwerkprojekte seiner Heimatstadt zu engagieren. Im Oktober 1989 gründete er zusammen mit seiner Ehefrau und drei Freunden die erste sozialdemokratische Initiativgruppe in Eisenach, aus welcher dann am 6. Dezember 1989 der SDP-Ortsverband Eisenach gegründet wurde. Das Amt des SPD-Stadtvorsitzenden bekleidete er bis zum Jahr 1994.
Mit der Kommunalwahl 1990 wurde er in Eisenach zum Stellvertretenden Bürgermeister und hauptamtlichen Beigeordneten für Bauen, Wohnen und Verkehr gewählt. Nach einer vergeblichen Kandidatur bei der Wahl des Oberbürgermeisters im Jahr 1994 war Doht dann Mitglied des Eisenacher Stadtrates auf Oppositionsseite, davon von 1999 bis 2006 als Fraktionsvorsitzender der SPD-Stadtratsfraktion. Bei der Wahl 2006 konnte er sich im 2. Wahlgang gegen den Amtsinhaber Gerhard Schneider (CDU) durchsetzen und wurde am 1. Juli 2006 Oberbürgermeister der Wartburgstadt Eisenach.
Bei der Wahl am 22. April 2012 wurde Doht nicht wiedergewählt und schied aus der Kommunalpolitik aus.
Von März 2012 an ermittelte die Staatsanwaltschaft wegen des Verdachts Vorteilsnahme im Zusammenhang mit der Errichtung einer privaten Solaranlage gegen Doht. Das gegen Doht gerichtete Ermittlungsverfahren wurde nach § 170 (2) StPO eingestellt, da Doht nachweisen konnte, dass alles rechtens verlaufen war.
Zudem wurde bereits im Februar 2012 Dohts Oberbürgermeisterbüro vom Thüringer Landeskriminalamt im Zuge von Ermittlungen zu einem Korruptionsdelikt durchsucht. Anfang Dezember 2013 erhob die Staatsanwaltschaft Erfurt beim Landgericht Meiningen Anklage gegen Doht wegen Beihilfe zur Vorteilsannahme im Zusammenhang mit einer von ihm geduldeten entgeltlichen Beratertätigkeit seines früheren Beigeordneten.  Auch in diesem Prozess wurde Doht freigesprochen, nicht aus Mangel an Beweisen, sondern aus tatsächlichen Gründen.
Aus Protest gegen die Wahl von Bodo Ramelow (Die Linke) zum Ministerpräsidenten von Thüringen in einer Koalition aus Linkspartei, SPD und Grünen trat er am 6. Dezember 2014, auf den Tag genau 25 Jahre nachdem er an der Gründung der Eisenacher Ortsgruppe der Sozialdemokratischen Partei beteiligt war, aus der SPD aus.
Doht war von April 2014 bis Ende 2024 Vorsitzender der Stiftung automobile welt eisenach und Direktor des gleichnamigen Museums. Als solcher publizierte er zum Thema Eisenacher Automobilbau.

## Werke
- Gustav Ehrhardt – der Autopionier in Eisenach: Die Geschichte der Wartburg-Motorwagen. Nestler, 2016, ISBN 978-3981315974.
- BMW/EMW 340 – Die erste Nachkriegskonstruktion aus Eisenach. Ideenteufel.de, 2020, ISBN 978-3-9820876-0-3.